# Lac Komuke
Le lac Komuke (コムケ湖, Komuke-ko) est un lac d'eau saumâtre du Japon, situé dans le nord-est de l'île de Hokkaidō.

## Géographie

### Situation
Le lac Komuke est situé sur le territoire de la ville de Monbetsu, dans la sous-préfecture d'Okhotsk. 

### Topographie

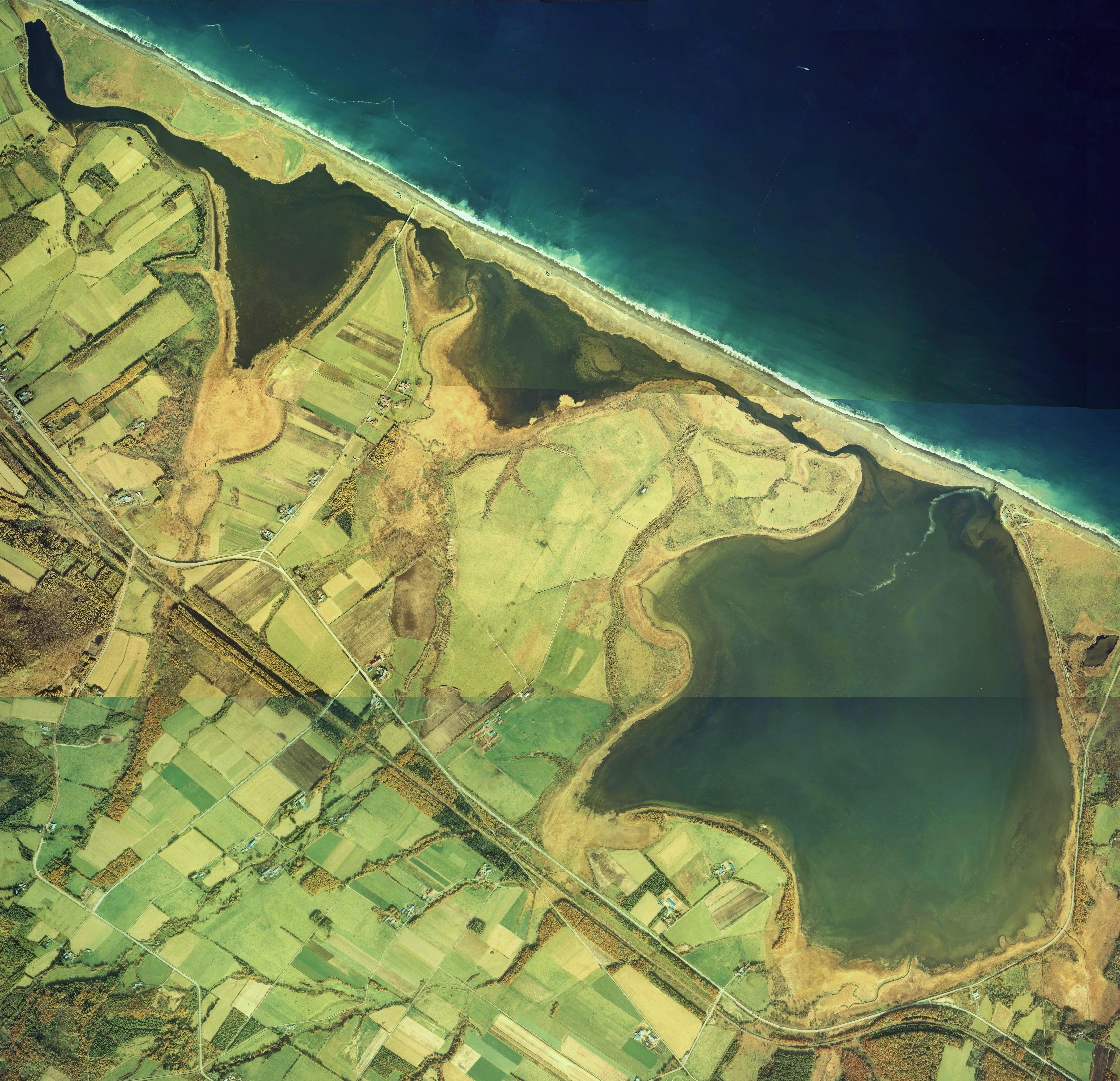
Vue aérienne composite du lac.

Le lac Komuke se compose de trois étendues d'eau reliées entre-elles, pour une superficie totale de 5,81 km2. Il n'est séparé de la mer d'Okhotsk que par un étroit banc de sable.

## Faune
170 à 180 espèces d'oiseaux sauvages sont observées annuellement dans ce lac. Des huîtres et des palourdes sont élevées dans le lac.